# Antonius Castor
Antonius Castor est un médecin romain qui vécut au Ier siècle et qui était réputé avoir été plus que centenaire sans aucune maladie. 
Il possédait une collection de plantes médicinales dans son jardin botanique à Rome. Georges Cuvier dans son histoire des sciences naturelles souligne qu'il fut le quatrième ancien à posséder un jardin botanique, après Théophraste, Mithridate et Attale. C'est à cet endroit et avec l'aide de ce tuteur que Pline l'Ancien enfant commença à apprendre la botanique.
Pline cite Antonius Castor parmi ses sources dans ses livres traitant des remèdes fournis par les plantes de jardin, à propos du pipéritis et du marrube blanc au suc employé comme vomitif mélangé à un œuf et du miel, de la nature des fleurs et des guirlandes et des remèdes tirés des arbres cultivés, à propos du myrte sauvage.